# 이스라엘 전쟁 내각
이스라엘 전쟁 내각(Israeli war cabinet)은 2023년 이스라엘-하마스 전쟁이 시작된 지 5일 후인 2023년 10월 11일에 구성되었다. 야당 국민통합당은 베냐민 네타냐후가 총리로 이끄는 37대 정부에 합류했다.
전쟁 발발 직후 협상이 시작되었다. 이 전쟁 내각은 네타냐후, 국방부 장관 요아브 갈란트, 전 참모총장 베니 간츠로 구성되었다. 두 명의 참관자 가디 에이젠코트, 론 데르메르도 있다.

## 배경
2023년 이스라엘-하마스 전쟁은 이스라엘과 하마스가 이끄는 팔레스타인 무장세력 사이에 계속되는 갈등이다. 더 광범위한 가자-이스라엘 분쟁의 일부이자 이스라엘-팔레스타인 분쟁의 폭력이 고조된 후, 전쟁은 2023년 10월 7일 가자 지구에서 이스라엘을 침공하면서 시작되었다. 이에 대응한 이스라엘의 반격은 이스라엘 방위군(IDF)에 의해 철검 작전(Operation Iron Swords)으로 명명되었다.
이스라엘을 향해 최소 3,000발의 미사일을 발사하고 차량을 이용해 이스라엘 영토를 침공하는 등 이른 아침부터 적대 행위가 시작되었다. 팔레스타인 무장세력은 가자-이스라엘 장벽을 뚫고 가자 국경을 넘어 인근 이스라엘 공동체와 군사 시설을 공격했다. 최소 260명의 민간인이 사망한 음악 축제에서의 학살을 포함해 최소 1,200명의 이스라엘인이 사망했다. 어린이와 노인을 포함한 이스라엘 군인과 민간인이 가자 지구에 인질로 잡혔다. 하마스는 최소 199명을 납치해 이스라엘인과 다른 여러 국적의 사람들을 인질로 잡았다.
이 전쟁은 이스라엘-팔레스타인 분쟁과 가자-이스라엘 분쟁의 전환점을 나타낸다. 이는 이스라엘 정착촌의 확장이 증가하고 제닌, 알아크사 모스크, 가자에서 충돌이 발생하여 거의 250명의 팔레스타인인과 팔레스타인인이 사망했다. 하마스는 이러한 사건을 공격의 정당성으로 언급하고 팔레스타인 사람들에게 "점령자들을 추방하고 성벽을 철거"하기 위한 전투에 동참할 것을 촉구했다. 이에 대해 베냐민 네타냐후 이스라엘 총리는 비상사태와 전쟁을 선포하며 "이 어두운 날에 대한 강력한 복수"를 다짐했다.